# Pogled na Toledo z načrtom
Pogled in načrt Toleda (špansko Vista y plano de Toledo, ok. 1608) je krajinska slika El Greca. Slika je znana po postavitvi pogleda na Toledo in trompe l'oeil zemljevida mestnih ulic. V kompozicijo je El Greco vključil tudi alegorijo reke Tajo, prizor Device Marije, ki svetemu Ildefonsu polaga mašni plašč, in vzpetino bolnišnice Tavera, ki lebdi na oblaku. Verjetno jo je prvotno naročil Pedro Salazar de Mendoza in je trenutno shranjena v muzeju El Greco v Toledu v Španiji.

## Analiza
Pogled in načrt Toleda simbolično prikazuje svetost in špansko zgodovino Toleda. Sliko je tako mogoče razlagati v luči propagandnih kampanj, ki jih je mesto Toledo začelo izvajati v poznem 16. stoletju, da bi prepričalo Filipa II. in njegov dvor, naj se iz Madrida vrnejo v Toledo. Hkrati ima slika dekorativno uporabo in jo lahko štejemo za del slik, ki sta jih El Greco in njegov studio izdelovala proti koncu svojega življenja za domači trg. Ta pripovedna dela, vključno na primer z Laokoont in Svetim Jožefom in otrokom Jezusom, uporabljajo znamenitosti mesta kot ozadje verskega ali zgodovinskega prizora.
Slika prikazuje pogled na Toledo s severa proti jugu. To bi lahko razumeli kot pogled s stolpa bolnišnice Tavera ali z vislic v bližini pokopališča. Številne glavne znamenitosti mesta so prepoznavne, vključno z vrati Bisagra, stolnico v Toledu, Alcázar de Toledo in mostom sv. Martina. Možno je, da je na pogled Toleda vplival zemljevid Londona Johna Nordena v zbirki Pedra Salazarja de Mendoze, ki tako kot slika predstavlja panoramski pogled na mesto poleg zemljevida tlorisa.
Zemljevid Toleda v spodnjem desnem kotu slike je usmerjen z južno stranjo na vrhu. Na levi strani zemljevida je seznam glavnih ustanov v mestu z ustreznimi številkami glede na njihovo lokacijo v mestu. V spodnjem desnem delu zemljevida je napis, ki govori o umestitvi bolnišnice Tavera ter Device in svetega Ildefonza v kompozicijo:
Ha sido forçoso poner el hospital de Don Joan Tavera en forma de modelo porque no solo venia a cubrir la puerta de Visagra mas subia el cimborrio o copula de manera que sobrepujava la çiudad y asi una vez puesto como modelo y movido de su lugar me pareçio mostrar la haz antes que otra parte y en lo demas de como viene con la ciudad se vera en la planta.
Tambien en la historia de nra señora que trahe la casulla a S. Illefonso para su ornato y hazer las figuras grandes me he valido en çierta manera de ser cuerpos çelestiales como vemos en las luçes que vistas de lexos por pequenas que sean nos pareçen grandes.
Bolnišnico Don Juana Tavera je bilo treba postaviti v obliki modela, ker ni pokrivala samo Puerta de Visagra [Bisagra], ampak se je kupola ali kupola dvigala nad mestom in tako nekoč postavljena kot model in premaknjeno z mesta se mi je zdelo, da bolje prikazuje fasado kot drugje, kako pa se umešča v mesto, je razvidno iz načrta. Tudi v zgodbi o Gospe, ki je prinesla mašni plašč svetemu Ildefonsu, da bi ga okrasila in naredila figure velike, sem na nek način izkoristil, da so nebesna telesa, kot v primeru luči, ki, ko jih gledamo od daleč se zdijo še tako majhne velike.
Postavitev bolnišnice Tavera na oblak, da bi jo premaknili stran od pogleda na vrata Bisagra, je strategija, ki jo je El Greco uporabil v drugih svojih pokrajinah. Na levi strani Metropolitanskega muzeja umetnosti Pogled na Toledo, čez most Alcántara in pod gradom San Servando, je majhna skupina zgradb v obliki oblaka. El Greco je morda nameraval, da bi bili to agalinski samostan, kamor se je sveti Ildefons umaknil. Pedro Salazar de Mendoza je imel v lasti tako Pogled na Toledo kot Pogled in načrt Toleda, kar lahko pojasni to podobnost.
Na spodnji levi strani slike je ležeča alegorija reke Tajo, ki drži rog izobilja in posodo, ki toči vodo. Nanaša se tako na kmetijsko gospodarstvo v Toledu kot na rodnost. Hkrati namiguje na antiko Toleda, katere korenine segajo v rimsko dobo.

## Pripisovanje
Sliko že dolgo pripisujejo El Grecu, kar podpira večina učenjakov. Bilo je nekaj špekulacij, da je načrt Toleda na površino slike napisal El Grecov sin Jorge Manuel. Guillermo Santacruz Sánchez de Rojas je trdil, da je celotno sliko delo Jorgeja Manuela: trdi, da bi bil El Greco prestar, da bi ustvaril to sliko, saj bi ustvarjanje pripravljalnih skic mesta in meritev za načrt zahtevalo veliko hoje in plezanja.
Izvor zemljevida Toleda je bil predmet nekaterih razprav. Večina znanstvenikov, zlasti Richarda Kagana in Fernanda Maríasa, kaže, da je zemljevid pripravil sam El Greco, preden je bil narisan na sliko. Ker je bila večina inženirjev, ki so bili sposobni izdelati zemljevide, skoncentrirana v Sevilji v Casa de Contratación, nekateri učenjaki, vključno z Juanom Cervero, trdijo, da bi bil El Greco edina oseba v Toledu, ki bi znala izdelati tak načrt. Te argumente podpira ohranjeno pismo iz El Grecovega časa v Benetkah, ki nakazuje, da je poznal izdelovalca luksuznih zemljevidov Georgiosa Siderisa, imenovanega Callapoda. Tako bi bilo mogoče, da je El Greco treniral s Callapodo, preden se je preselil v Španijo leta 1577. Drugi učenjaki trdijo, da je bil zemljevid kopiran z obstoječega zemljevida Toleda, natančneje Atlas de El Escorial. Trije od folijev iz tega atlasa vsebujejo pripravljalne radialne grafe zemljevida Toleda na hrbtni strani, ki izvirajo iz let med 1538 in 1545. Učenjak, ki je prvi omenil to pripisovanje, je bil Francisco Vásquez Maure leta 1982. Njegov pogled je ponovil Antonio Crespo Sanz v svoji disertaciji iz leta 2008 in v več kasnejših člankih.

## Izvor
Čeprav se je prej mislilo, da je sliko morda naročil mestni svet Toleda, je trenutno soglasno, da jo je verjetno naročil Pedro Salazar de Mendoza. Pedro Salazar je bil upravnik bolnišnice Tavera, ki je na sliki upodobljena v središču, in je bil tudi zgodnji zbiratelj zemljevidov in mestnih pogledov. Slika se pojavi na popisu zapuščine Pedra Salazarja iz leta 1629, skupaj s Pogledom na Toledo in več portreti El Greca. Naročilo te slike bi sovpadalo z naročilom Pedra Salazarja za El Grecove oltarne slike v kapeli bolnišnice Tavera. Slika se pojavi na posmrtnem popisu El Grecove zapuščine leta 1614 in popisu zapuščine Jorgeja Manuela iz leta 1621, ki kaže, da je Pedro Salazar prejel sliko šele nekaj let po El Grecovi smrti.
Slika je bila kasneje v lasti Hospital de Santiago, nato pa Convento de San Pedro Mártir in Monasterio de San Juan de los Reyes. Leta 1910 je vstopila v zbirko Museo del Greco.